# 豊田町 (刈谷市)
豊田町（とよだちょう）は、愛知県刈谷市の町名。

## 歴史

### 沿革
- 1889年10月1日 町村制施行により、碧海郡刈谷町、逢妻村大字熊の各一部となる。
- 1906年5月1日 碧海郡刈谷町、逢妻村、小山村、重原村、元刈谷村の合併により、刈谷町大字刈谷・熊の各一部となる。
- 1926年11月18日 豊田自動織機製作所（現・豊田自動織機）が刈谷町大字熊字油木2番地ノ1にて設立[WEB 6]。
- 1933年9月1日 豊田自動織機製作所に自動車製作部門が設置される[WEB 7]。
- 1934年
  - 3月 豊田自動織機製作所自動車部（1937年8月に分離独立。現・トヨタ自動車）の試作工場が完成[WEB 8]。
  - 7月 豊田自動織機製作所製鋼部（1940年3月に分離独立。現・愛知製鋼）の製鋼建屋が完成[WEB 8]。
- 1950年4月1日 刈谷町の市制施行により、刈谷市刈谷・熊の各一部となる。
- 1960年 豊田町の町名を起立。

### 町名の由来
豊田自動織機製作所、愛知製鋼、民成紡績（現・トヨタ紡織）といったトヨタグループの企業が町域の大部分を占めることに由来する。町名が起立された1960年当時の豊田自動織機製作所は「豊田」の読みを「とよだ」としていた。

### 人口の変遷
国勢調査による人口および世帯数の推移。
| 1995年（平成7年）  | 108世帯 109人 |  |
| 2000年（平成12年） | 26世帯 26人   |  |
| 2005年（平成17年） |               |  |
| 2010年（平成22年） |               |  |
| 2015年（平成27年） |               |  |
| 2020年（令和2年）  |               |  |

## 交通
- 東海道本線

## 施設
- 豊田自動織機 本社・刈谷工場
- 愛知製鋼 刈谷工場
  - トヨタ創業期試作工場 - 上述の豊田自動織機製作所自動車部の試作工場。登録有形文化財。見学可能。
- トヨタ紡織 本社

### WEB
1. ↑  “愛知県刈谷市の町丁・字一覧”.   人口統計ラボ. 2024年1月7日閲覧。
2. 1 2  総務省統計局 (2022年2月10日). “令和2年国勢調査の調査結果(e-Stat) - 男女別人口，外国人人口及び世帯数－町丁・字等” (CSV). 2023年8月2日閲覧。
3. ↑  “読み仮名データの促音・拗音を小書きで表記するもの(zip形式) 愛知県” (zip).   日本郵便 (2024年2月29日). 2024年3月26日閲覧。
4. ↑  “市外局番の一覧” (PDF).   総務省 (2022年3月1日). 2022年3月22日閲覧。
5. ↑  “ナンバープレートについて”.   一般社団法人愛知県自動車会議所. 2024年1月21日閲覧。
6. ↑  “トヨタ自動車75年史 第1部 第1章 第4節 第1項 「G型自動織機」の大量生産”.   トヨタ自動車. 2025年1月22日閲覧。
7. ↑  “トヨタ自動車75年史 第1部 第2章 第2節 第1項 自動車製作部門の設置”.   トヨタ自動車. 2025年1月22日閲覧。
8. 1 2  “トヨタ自動車75年史 第1部 第2章 第2節 第2項 試作工場、製鋼所の建設”.   トヨタ自動車. 2025年1月22日閲覧。
9. ↑  総務省統計局 (2014年3月28日). “平成7年国勢調査の調査結果(e-Stat) - 男女別人口及び世帯数 －町丁・字等” (CSV). 2021年7月20日閲覧。
10. ↑  総務省統計局 (2014年5月30日). “平成12年国勢調査の調査結果(e-Stat) - 男女別人口及び世帯数 －町丁・字等” (CSV). 2021年7月20日閲覧。
11. ↑  総務省統計局 (2014年6月27日). “平成17年国勢調査の調査結果(e-Stat) - 男女別人口及び世帯数 －町丁・字等” (CSV). 2021年7月21日閲覧。
12. ↑  総務省統計局 (2012年1月20日). “平成22年国勢調査の調査結果(e-Stat) - 男女別人口及び世帯数 －町丁・字等” (CSV). 2021年7月21日閲覧。
13. ↑  総務省統計局 (2017年1月27日). “平成27年国勢調査の調査結果(e-Stat) - 男女別人口及び世帯数 －町丁・字等” (CSV). 2021年7月21日閲覧。

### 書籍
1. ↑  「角川日本地名大辞典」編纂委員会 編『角川日本地名大辞典』 23 愛知県、角川書店、1989年3月。ISBN 4040012305。